# Râul Fagu Roșu, Senetea
Râul Fagu Roșu este un curs de apă, afluent al râului Senetea.  

## Hărți
- Harta Județul Harghita
- Harta Munții Harghita  Arhivat în 20 iulie 2008, la Wayback Machine.